# نظرية المؤامرة حول أسلحة أوكرانيا البيولوجية
في مارس 2022، خلال الغزو الروسي لأوكرانيا، ادعى المسؤولون الروس زورًا أن مرافق الصحة العامة في أوكرانيا هي «شركات بيولوجية سرية ممولة من الولايات المتحدة» وزعموا أنها تطور أسلحة بيولوجية، فضحت العديد من وسائل الإعلام والمجموعات العلمية والهيئات الدولية هذه الادعاءات باعتبارها معلومات مضللة. ضخمت وزارة الخارجية الصينية ووسائل الإعلام الحكومية الصينية هذا الادعاء، وروجت له كيو أنون وحصلت على دعم بين الجماعات اليمينية المتطرفة في الولايات المتحدة.
اتهم علماء روس، داخل روسيا وخارجها، الحكومة الروسية علنًا بالكذب بشأن أدلة وجود «مختبرات أسلحة بيولوجية» سرية في أوكرانيا، قائلين إن الوثائق التي قدمتها وزارة الدفاع الروسية تصف مسببات الأمراض التي جُمعت لأبحاث الصحة العامة. كما دحضت الولايات المتحدة، وأوكرانيا، والأمم المتحدة ومجلة علماء الذرة وجود «مختبرات الأسلحة البيولوجية».

## اتهامات الكرملين وانتشار نظرية المؤامرة

### المسؤولون الروس والصينيون والإعلام الحكومي
وجه كل من المسؤولين الروس والصينيين اتهامات في محاولة لتعزيز نظرية المؤامرة. من بين المؤيدين الروس وزير الخارجية سيرجي لافروف، وزعيم روسيا الموحدة دميتري ميدفيديف، والحساب الرسمي على تويتر للسفارة الروسية في سراييفو، ووسائل الإعلام الروسية المملوكة للدولة سبوتنيك وتاس. طلبت وزارة الخارجية الصينية «بيان كامل» عن «الأنشطة العسكرية البيولوجية لأوكرانيا في الداخل والخارج».
في 11 مارس، دعت روسيا إلى اجتماع في الأمم المتحدة لمناقشة المزاعم التي وصفتها رويترز بأنها محاولة لإعادة تأكيد الادعاءات غير المثبتة دون دليل. دفع هذا الأمم المتحدة إلى القول إنه لا يوجد دليل على وجود برنامج أسلحة بيولوجية لأوكرانيا، بينما اتهمت الولايات المتحدة وحلفاؤها روسيا بنشر هذا الادعاء تمهيدًا لاحتمال شن روسيا هجمات بيولوجية أو كيميائية.
في يوليو 2022، أعلن اثنان من أعضاء مجلس الدوما الروسي أن تحقيق لجنة المختبرات البيولوجية وجد أن أوكرانيا أعطت أدوية لجنودها «تُذهب الوعي البشري بالكامل وتحولهم إلى أقسى الوحوش وأكثرها فتكًا»، وأن هذا دليل على أن «هذا النظام نُفذ لمراقبة وإنشاء آلة قتل قاسية تحت إدارة الولايات المتحدة».
استفسارات رسمية من الولايات المتحدة والاتحاد الروسي
في يونيو 2022، قدم الاتحاد الروسي، بعد تقديم روايته عبر وسائل الإعلام الحكومية، أسئلة رسمية إلى الولايات المتحدة بموجب المادة الخامسة من اتفاقية الأسلحة البيولوجية والسمية. تتهم ردود الولايات المتحدة، التي نُشرت في أغسطس 2022، روسيا بعدد من «التوصيفات الخاطئة». تؤكد الولايات المتحدة أيضًا أن الوثيقة التي أرسلتها روسيا لم تتضمن أسئلة فعلية، بل سلسلة من «التأكيدات» يتمثل هدفها العام في «الإشارة ضمنًا إلى دافع شرير غير محدد». ردت الولايات المتحدة أيضًا على اتهامات محددة وجهتها روسيا على النحو التالي:
أُنشئت المختبرات في أوكرانيا على أساس قانوني بموجب اتفاقية الأسلحة البيولوجية، التي تشجع البحوث التعاونية بين الدول الموقعة في مجال التهديدات المحتملة الجديدة، مثل الأمراض الحيوانية المنشأ. أشارت الولايات المتحدة إلى أنها تجري أبحاثًا تعاونية مع روسيا نفسها منذ عام 1992 أي منذ 21 عامًا بالطريقة نفسها المتبعة مع أوكرانيا ودول أخرى. أنهت روسيا برنامجها البحثي التعاوني الأمريكي الروسي في عام 2005.
ألمحت روسيا بطريقة غير لائقة إلى «أن أوكرانيا ترسل جميع السلالات والبيانات من مراقبة الأمراض» إلى الولايات المتحدة. أكدت الولايات المتحدة أن هذا كان توصيفًا خاطئًا، فنقل العينات هو جزء نموذجي من أي تعاون علمي في أي مجال. كان تبادل العينات طوعيًا وطبِق على العينات التي طلبها الجانب الأمريكي صراحة لأغراض البحث، وليس أمرًا شاملًا لنقل جميع النتائج كما أشارت روسيا.
أكدت الولايات المتحدة أن الوثائق التي نشرتها روسيا كانت «غير قابلة للقراءة عمليًا». تجاهلت روسيا طلبات الولايات المتحدة لتوفير نسخ قابلة للقراءة، لتستخدمها لاحقًا في الادعاء بأن «الولايات المتحدة لم تقدم ردودًا» على مستنداتها الشرعية.
اتهمت روسيا أوكرانيا والولايات المتحدة بتشكيل اتفاقية تعاون «سرية»، لكن المعلومات التي اعتمدتها روسيا نشرتها علنًا مواقع الأبحاث الأوكرانية والأمريكية. أسفر برنامج البحث المشترك أيضًا عن عشرات المقالات العلمية التي ما تزال متاحة علنًا في المجلات العلمية، وأوجِزت بشكل أكبر في التقارير الرسمية لاتفاقية الأسلحة البيولوجية.
زعمت روسيا أن قائمة مسببات الأمراض المحددة التي درسها معهد ميتشنيكوف العلمي لمكافحة الطاعون في أوديسا بأوكرانيا «لا تتفق مع القضايا الصحية الحالية في أوكرانيا». ردت الولايات المتحدة بأن هذا الادعاء يكشف الجهل فيما يتعلق بنطاق القضايا الصحية الحالية لأوكرانيا (على سبيل المثال، حالات الجمرة الخبيثة والكوليرا متوطنة في أوكرانيا، ويمكن أن يحدث تفشي كبير لهذه الأخيرة «نتيجة للحرب التي شنها الاتحاد الروسي»).
منظرو المؤامرة عبر الإنترنت
في مارس 2022، ذكرت سي إن إن، وفرانس 24، وفورين بوليسي أن مروجي كيو أنون رددوا المعلومات المضللة الروسية التي شكلت نظريات مؤامرة حول المختبرات الممولة من الولايات المتحدة في أوكرانيا. زعمت وسائل الإعلام الحكومية الروسية زورًا أن «المختبرات البيولوجية الأمريكية السرية» صنعت أسلحة، وهو ادعاء دحضته الولايات المتحدة وأوكرانيا والأمم المتحدة. في الواقع، وقعت وزارة الصحة الأوكرانية ووزارة الدفاع الأمريكية اتفاقية في عام 2005 لمنع انتشار التقنيات ومسببات الأمراض الممكن استخدامها في تطوير الأسلحة البيولوجية. أسِست المختبرات الجديدة لتأمين وتفكيك بقايا برنامج الأسلحة البيولوجية السوفيتية، ومنذ ذلك الحين استخدِمت لرصد ومنع الأوبئة الجديدة. المختبرات مدرجة علنًا، وليست سرية، وتمتلكها وتديرها دول مضيفة مثل أوكرانيا، وليس الولايات المتحدة. ترسل مختبرات الحد من التهديدات المملوكة لأوكرانيا، والمدرجة من قبل السفارة الأمريكية، الأكاديميين إلى المؤتمرات العلمية الدولية ممن ينشرون أعمالهم. في تفسير نظرية المؤامرة، ادعى أتباع كيو أنون أنهم يبررون غزو أوكرانيا كمحاولة من بوتين وترامب لتدمير المختبرات «العسكرية» في أوكرانيا. دعمت إنفو وورز أيضًا نظرية المؤامرة، بنشرها عنوانًا رئيسيًا: «الضربات الروسية تستهدف المختبرات الحيوية التي تديرها الولايات المتحدة في أوكرانيا؟».
قيمت زيغنال لابس أن المؤثرين في اللغة الإنجليزية قد وضحوا في البداية نقطة الحوار، التي نشرتها الدعاية الروسية بعد ذلك، مع زيادة المنشورات باللغة الروسية عن «المختبرات البيولوجية» بعد 6 مارس لتتفوق على المنشورات باللغة الإنجليزية حول هذا الموضوع. وفقًا لشركة تقنيات بيرا للأمن السيبراني واستخبارات التهديدات، كان أول ذكر للمختبرات البيولوجية في أوكرانيا منشورًا في 14 فبراير على شبكة التواصل الاجتماعي اليمينية المتطرفة ذات التكنولوجيا البديلة غاب، قبل عشرة أيام من بدء الغزو.
وجد مركز المراقبة والتحليل والاستراتيجية أن قناة تلغرام الألمانية ضمت أكثر من 200,000 مشترك، روّجت لادعاءات كاذبة حول امتلاك الولايات المتحدة لمختبر بيولوجي سري في أوكرانيا. قال الشريك المؤسس لمركز المراقبة والتحليل والاستراتيجية يان راثجي: «تحول كل هؤلاء الممثلين الجدد (عبر الإنترنت) الذين أصبحوا مؤثرين خلال الوباء إلى موقف مؤيد لروسيا. إنهم يركزون دائمًا على مؤامرة كبيرة مستمرة من النخبة ضد الشعب. الناس يعانون في أوكرانيا. ولن ينكروا ذلك. لكنهم يقولون، (نعم، لكن هذا جزء من المؤامرة غير الإنسانية الأكبر التي تحدث)».

### انتشار نظرية المؤامرة وردود الفعل
وفقًا للصحافي جاستن لينغ، انتشرت أسطورة الأسلحة البيولوجية الأوكرانية «من قناة كيو أنون الهامشية مباشرةً إلى قناة فوكس نيوز ودونالد ترامب جونيور». ادعى المعلق في قناة فوكس نيوز تاكر كارلسون أن الولايات المتحدة «تمول إنشاء مسببات الأمراض القاتلة» وبث تصريحات لمتحدثين باسم الحكومة الروسية والصينية يتهمون واشنطن بإدارة برنامج أسلحة بيولوجية في أوروبا. تابع تاكر كارلسون القصة في عدة حلقات، بما في ذلك حلقة مع غلين غرينوالد في 10 مارس 2022.